# 阿尔芒·布朗绍内
阿尔芒·布朗绍内（法語：Armand Blanchonnet，法語發音：[aʁmɑ̃ blɑ̃ʃɔnɛ]；1903年12月23日—1968年9月17日），法国男子自行车运动员。他曾代表法国参加1924年夏季奥林匹克运动会自行车比赛，获得男子个人计时赛和男子团体计时赛金牌。